# اوزوتسو مانه‌مون
اوزوتسو مانه‌مون (به ژاپنی: 大砲 万右衛門) کُشتی‌گیر سوموی اهل استان میاگی در کشور ژاپن است که هیجدهمین کشتی‌گیر دارای رتبهٔ یوکوزونا محسوب می‌شود. وی در سال ۱۹۰۱ میلادی به این مرتبه ارتقا یافت و در سال ۱۹۰۸ میلادی بازنشست شد. اوزوتسو مانه‌مون توانست ۲ بار قهرمان (یوشو) مسابقات سومو شود.